# Georges Bonnet
Georges Étienne Bonnet (Bassillac, Dordogne 23 juli 1889 – Parijs 18 juni 1973) was een Frans politicus. In de jaren dertig was hij een van de belangrijkste aanhangers van de appeasementpolitiek in Frankrijk.

## Biografie

### Achtergrond, opleiding en vroege carrière
Georges Étienne Bonnet werd op 23 juli 1889 in Bassillac in het departement Dordogne geboren. Zijn vader was advocaat. Hij studeerde rechten en politieke wetenschappen aan de École libre des sciences politiques en aan de Sorbonne. Nadien was hij auditeur bij de Staatsraad (Conseil d'État).
In 1911 trouwde hij met Odette Pelletan, dochter van André Pelletan (1848-1909) en kleinzoon van Eugène Pelletan (1813-1884). Haar oom was Camille Pelletan (1846-1915), minister van Marine in het kabinet-Combes (1902-1905). De Pelletans vormden een machtige politieke (republikeinse) dynastie (aristocratie républicaine) ten tijde van de Derde Franse Republiek. Mevrouw Bonnet had een salon in Parijs en stimuleerde de carrière van haar man waar zij maar kon. Boze tongen beweerden dat Bonnet werd overheerst door zijn vrouw.
Georges Bonnet nam als militair deel aan de Eerste Wereldoorlog (1914-1918) en was in 1918 directeur van demobilisatie. Tijdens de oorlog was Bonnet een moedig soldaat die menigmaal was gedecoreerd. Zo ontving hij onder andere het Croix de guerre. In 1919 nam hij als secretaris van de Franse delegatie deel aan het Vredesconferentie van Parijs. In dezelfde periode schreef hij Lettres à un Bourgeois de 1914 waarin hij opriep tot grote sociale hervormingen.

### Politieke carrière
Georges Bonnet, lid van de Parti Radical-Socialiste (Radicaal-Socialistische Partij, PRS), maakte van 1924 tot 1928 en van 1929 tot 1940 voor het departement Dordogne deel uit van de Kamer van Afgevaardigden (Chambre des Députés). In 1925 was hij onderstaatssecretaris in het kabinet-Painlevé II en minister van Budgettaire Zaken in het kabinet-Painlevé III. Hierna volgden belangrijkere ministersposten: minister van Pensioenen, Handel en Industrie, PTT en Openbare Werken (1926-1933) en was hij korte tijd ambassadeur in Washington. Hij werd vervolgens minister van Financiën (31 januari 1933 - 31 januari 1934). Van 1935 tot 1936 was hij opnieuw minister van Handel in het kabinet-Laval IV en het kabinet-Sarraut II.
Bonnet stond onsympathiek tegenover het Volksfront (Font Populaire), waaraan ook de PRS deel van uitmaakte. Hij werd leider van een groep van 36 parlementariërs van de Parti radical die tegen het Volksfront waren. Premier Léon Blum (SFIO) zond Bonnet ten slotte als ambassadeur naar de Verenigde Staten, hoewel hij geen woord Engels sprak. Op 28 juni 1937 keerde hij naar Frankrijk terug en aanvaardde hij, ondanks zijn afkeer van het Volksfront, het ministerschap van Financiën in het Volksfrontkabinet-Chautemps III (22 juni 1937 - 18 januari 1938) en voerde hij politiek van bezuinigingen. Als pacifist bezuinigde hij vooral op Defensie, hetgeen hem in conflict bracht met het leger.
In het daaropvolgende kabinet-Chautemps IV was hij minister zonder portefeuille (18 januari - 13 maart 1938), het laatste Volksfrontkabinet. Bonnet had een werkzaam aandeel in het ten val komen van dit laatste Volksfrontkabinet.

### Minister van Buitenlandse Zaken
Bonnet, die bekendstond als een hard werkend minister met veel dossierkennis en een groot debater, werd op 10 april 1938 benoemd tot minister van Buitenlandse Zaken in het kabinet-Daladier III. Bonnet, die zichzelf vooral zag als een realist, betoonde zich een groot voorstander van appeasement ten opzichte van nazi-Duitsland. Hij steunde de totstandkoming van het Verdrag van München en bleef afwijzend staan tegenover militair ingrijpen tegen Duitsland, ook toen dit land Tsjecho-Slowakije bezette. Nog in augustus 1939 trachtte hij een wereldoorlog te vermijden door Mussolini te verzoeken te bemiddelen. Hij raakte voortdurend in conflict met premier Édouard Daladier, een voorstander van het Volksfront en van een krachtiger optreden tegen Duitsland. Hij noemde Daladier, tevens minister van Defensie, een "oorlogshitser". In 1938 ontstond er een groot conflict (1938) tussen Daladier en Bonnet over steun aan de republikeinen in de Spaanse Burgeroorlog, iets waar Bonnet zich fel tegen verzette. Bonnets relaties met andere ministers en hoge ambtenaren op zijn eigen departement waren overigens ook vrij slecht.
Op 13 september 1939, kort na het uitbreken van de Tweede Wereldoorlog, werd Bonnet minister van Justitie en Grootzegelbewaarder iets wat hij tot 21 maart 1940 bleef. Kort hierna sloot hij zich aan bij een groep "vredestichters" zoals, Anatole de Monzie en Pierre-Étienne Flandin, die een dialoog aan wilden gaan met Duitsland. In juni 1940, een maand na de Duitse inval in Frankrijk, wist hij samen met Pierre Laval president Albert Lebrun te overtuigen om in Frankrijk te blijven en zich niet in de Franse kolonie Algerije te vestigen.

### Vichy-Frankrijk
Op 10 juli 1940, na de wapenstilstand te Compiègne, stemde Bonnet vóór het toekennen van volmachten aan maarschalk Philippe Pétain. Hoewel hij tijdens het Vichy-regime vooral op de achtergrond bleef (hij verbleef meestal op zijn landgoed in de Dordogne), werd hij in 1941 lid van de Nationale Raad (Conseil Nationale), de adviesraad van de maarschalk.
Op 5 april 1944 vertrok hij naar Zwitserland waar hij langere tijd verbleef, ook na de oorlog. In hetzelfde jaar werd hij uit de PRS gesloten. Er werd een juridische procedure tegen hem gestart, maar al spoedig weer beëindigd. Tijdens zijn ballingschap schreef hij zijn vijfdelige memoires waarin hij zijn handelen voor en na de oorlog verdedigde.
Na zijn terugkeer in Frankrijk was hij tussen 1956 en 1958 links-liberaal lid van de Nationale Vergadering (Assemblée Nationale). Daarnaast was hij burgemeester van Brantôme (Dordogne).
Georges Bonnet overleed op 83-jarige leeftijd op 18 juni 1973 te Parijs.

## Ministersposten
- Minister van Budgettaire Zaken: 29 oktober-25 november 1925 in het kabinet-Painlevé III
- Minister van Pensioenen: 19-23 juli 1926 in het kabinet-Herriot II
- Minister van Handel en Industrie: 21 februari-2 maart 1930 in het kabinet-Chautemps I, 7 juni 1935-4 juni 1936 in het kabinet-Laval IV en Sarraut II
- Minister van Posterijen, Telegrafie en Telefonie: 13 december 1930-27 januari 1931 in het kabinet-Steeg
- Minister van Openbare Werken: 18 december 1932-31 januari 1933 in het kabinet-Paul Boncour
- Minister van Financiën: 31 januari 1933-31 januari 1934 in het kabinet-Daladier I, Sarraut I en Chautemps II, 22 juni 1937-18 januari 1938 in het kabinet-Chautemps III
- Minister van Staat: 18 januari-13 maart 1938 in het kabinet-Chautemps IV
- Minister van Buitenlandse Zaken: 10 april 1938-13 september 1939 in het kabinet-Daladier III
- Minister van Justitie en Grootzegelbewaarder: 13 september 1939-21 maart 1940 in het kabinet-Daladier IV

## Trivia
- Hij was in 1925 oprichter van de Conseil Économique, de Economische Raad, een invloedrijk adviesorgaan.[3]
- In 1932 was hij voorzitter van de Conferentie van Stresa.[4]
- In 1933 richtte hij de staatsloterij in Frankrijk op.[4]

## Werken
- Défense de la Paix (2 dln. 1946-1948)
- La quai d'Orsay (1961)
- De Munich à la guerre (1967)
- Mémoires (1969-1971)